# جون جورج (سياسي)
جون جورج (بالإنجليزية: John George) هو سياسي أمريكي، ولد في 1603 في إنجلترا في المملكة المتحدة، وتوفي في 1679 في مقاطعة آيل أوف وايت في الولايات المتحدة.